# Накатани, Такэхидэ
Такэхидэ Накатани (яп. 中谷 雄英 Такэхидэ Накатани, 9 июля 1941 года, Хиросима, Япония) — японский дзюдоист, чемпион Олимпийских игр, призёр чемпионата мира, чемпион Японии по дзюдо. Первый олимпийский чемпион по дзюдо в истории.

## Биография
Родился в Хиросиме в 1941 году, в семье, где его четыре брата получили чёрный пояс в дзюдо. Сам Такэхидэ Накатани начал заниматься дзюдо в 12-летнем возрасте и скоро стал отличаться сбалансированным стилем борьбы как в стойке, так и в партере и отточенной подсечкой снаружи под пятку (косото-гари), которую он проводил левой ногой. Также в его арсенале присутствовал отработанный бросок через спину захватом руки на плечо (иппон сэои-нагэ)
Окончив школу, был принят для продолжения учёбы в Университет Мэйдзи. Там же продолжил занятия дзюдо, но не смог войти в университетскую команду, поскольку была высока конкуренция — так, в команде участвовал обладатель 7-го дана Сэйдзи Сакагути. Таким образом, Такэхидэ Накатани до Олимпийских игр не имел возможности участвовать в схватках с не-японцами (исключая матчевую встречу сборных СССР и Японии).
Представлять Японию на Летних Олимпийских играх 1964 года в Токио был отобран всего за несколько дней до начала состязаний. В его категории боролись 24 дзюдоиста.
Соревнования велись по круговой системе в группах и затем по олимпийской системе. Борцы были разделены на восемь групп по три человека в каждой. Победитель группы выходил в четвертьфинал, после чего соревнования велись с выбыванием после поражения. На первые две схватки Такэхидэ Накатани (с британцем Брайаном Джексом и тайцем Удомом Расмелунгоном) затратил три минуты. В четвертьфинале Такэхидэ Накатани встречался с американцем Полом Маруямой, который также спокойно расправился с оппонентами в своей группе и чувствовал себя очень уверенно. Такэхидэ Накатани затратил на американца 24 секунды, чисто бросив боковой подсечкой (дэаси хараи) его на татами. В полуфинале Такэхидэ Накатани встречался с Олегом Степановым.
Советский дзюдоист сумел провести бросок, но он не был оценен судьёй.
«Когда Степанов бросил меня на спину, то я думал — все, иппон! Надо будет делать харакири. Я открыл один глаз и увидел, что судья не дает даже половину чистой победы! Как я был изумлён. Но тут же собрался и провел свой бросок».
Такэхидэ Накатани сумел провести подхват (ути-мата) и свою коронную подсечку снаружи под пятку. Оба броска были оценены в вадза-ари, и таким образом японский борец одержал чистую победу (вадза-ари вадза-ари авасэтэ иппон).
В финале Такэхидэ Накатани боролся с Эриком Хенни из Швейцарии, и на первых минутах схватки заработал вадза-ари. Через минуту японский дзюдоист провёл боковую подсечку под выставленную ногу (дэаси хараи) но бросок к удивлению присутствующих не был оценен. Через некоторое время главный судья остановил схватку, и после долгого совещания с судьями, оценил бросок в вадза-ари и таким образом отдал победу японскому борцу, что принесло ему золотую медаль и звание чемпиона Олимпийских игр.
Затем Такэхидэ Накатани победил на чемпионате Японии, а на чемпионате мира 1967 года занял только третье место. После этого оставил спортивную карьеру. К тому времени он уже с 1964 года, после окончания университета работал в филиале Мицубиси. В 1969 году он уехал в ФРГ, где стал тренером сборной команды страны, готовя её к Олимпийским играм 1972 года в Мюнхене. Два дзюдоиста из западногерманской команды стали призёрами Олимпиады. В 1973 году вернулся в Хиросиму, где начал семейный ювелирный бизнес, а также был назначен советником японской федерации дзюдо и Президентом федерации дзюдо Хиросимы.
В 2003 году был награждён Медалью почёта с Голубой лентой